# 비둘기자리 알파
비둘기자리 알파(Col)는 비둘기자리 방향에 있는 +3등급 밝기의 항성이다. 옛날부터 불러오던 이름으로 팍트가 있는데 이는 아랍어로 '잿빛낭비둘기'라는 의미이다. 겉보기 등급은 2.6으로 비둘기자리에서 가장 밝다. 히파르코스 미션 중 얻은 시차 자료에 기반하여 얻은 이 별과 지구 사이 거리는 약 261 광년(80 파섹)이다.

## 물리적 특징
단독성으로 여겨지고 있으나 각거리 13.5초각 거리에 희미한 안시 동반천체가 있어 이중성으로 분류할 수 있다. 분광형은 B7 IV로 여기에서 광도분류 IV는 알파별이 항성진화 단계에서 준거성에 돌입했음을 뜻한다. 스펙트럼상 비이형 별의 특징이 나타나는데 이는 별로부터 뿜어져 나온 뜨거운 가스가 별 주위에 있다는 뜻이며 수소 재결합 현상으로 인해 방출선을 만들어 낸다. 비슷한 분광형 모든 별이 그렇지는 않으나, 알파별과 같은 B형 별은 빠르게 회전하고 있으며 그 예상 자전속도는 초당 176 킬로미터이다. 이로부터 방위각상 적도에서의 회전속도는 초당 457 킬로미터가 나온다. 이 별은 카시오페이아자리 감마형 변광성으로 추정되며 겉보기 밝기는 2.62 ~ 2.66 사이에서 변한다.

## 이름의 유래
고유명칭 팍트, 파에트(Phact, Phakt, Phad, Phaet)는 아랍어 ألفاجتة (팍시타, 잿빛낭비둘기)에서 왔다. 이 명칭은 원래 백조자리에 알-파크타(al-Fākhtah)로 붙어있던 이름이었지만 이후 비둘기자리 알파별로 옮겨 왔다.
중국 천문학에서는 이 별과 비둘기자리 에타를 합쳐 장인(丈人, 할아버지)으로 불렀다. 여기에서 비둘기자리 알파는 장인일(丈人一, 장인의 첫 번째 별)이 된다.